# Ado von Wirsing (Landrat)
Kurt Karl Ado Freiherr von Wirsing (* 13. November 1879 in Schwarzenberg/Erzgeb.; † 7. Februar 1964) war ein deutscher Jurist, Amtshauptmann und Landrat.

## Leben und Wirken
Er stammte aus der Adelsfamilie von Wirsing und war der Sohn des königlich-sächsischen Geheimen Regierungsrates und Amtshauptmanns Freiherr Ado von Wirsing und dessen Ehefrau Bertha geborene von Germar. Nach Schulbesuch und Studium legte er am 1. Juli 1907 die große Staatsprüfung ab. Danach war er im öffentlichen Dienst tätig, zuletzt in der Amtshauptmannschaft Pirna.
Am 1. Juli 1919 wurde er als Amtshauptmann in der Amtshauptmannschaft Oelsnitz im sächsischen Vogtland eingesetzt. 1928 wurde er von Oelsnitz (Vogtland) als Amtshauptmann nach Annaberg im sächsischen Erzgebirge versetzt. Dort wurde er am 9. März 1933 beurlaubt, blieb aber weiterhin (ab 1. Januar 1939 mit der neuen Amtsbezeichnung Landrat) bis zum Ende des Zweiten Weltkrieges im Amt. In der Sowjetischen Besatzungszone war er vom 9. Mai 1945 bis Mitte Juli 1945 als Landrat tätig. 
Nach der ersten Lockerung der Mitglieder-Aufnahmesperre der NSDAP trat er am 1. Mai 1937 dieser Partei bei.